# فيلي كلايتون
فيلي كلايتون (بالإنجليزية: Willie Clayton)‏ هو كاتب أغاني ومغني أمريكي، ولد في 29 مارس 1955 في إنديانولا في الولايات المتحدة.

## وصلات خارجية
- فيلي كلايتون على موقع ميوزك برينز (الإنجليزية)
- فيلي كلايتون على موقع ديسكوغز (الإنجليزية)